# Ardilea
Ardilea is een geslacht van vliesvleugeligen uit de familie Pteromalidae. De wetenschappelijke naam van dit geslacht is voor het eerst geldig gepubliceerd in 1959 door Graham.

## Soorten
Het geslacht Ardilea is monotypisch en omvat slechts de volgende soort:
- Ardilea convexa (Walker, 1833)